# Moritz Trompertz
Moritz Trompertz (* 21. September 1995 in Köln) ist ein deutscher Hockey-Nationalspieler, der 2016 Olympiadritter und 2023 Weltmeister wurde.
Moritz Trompertz spielt seit seiner Jugend bei Rot-Weiss Köln, wechselte aber in der B-Jugend zu Uhlenhorst Mülheim, bevor er in die erste Mannschaft der Kölner zurückkehrte. 2013, 2015 und 2016 gewann er den deutschen Freiluft-Meistertitel mit den Kölnern.
Bei den Olympischen Spielen 2016 in Rio de Janeiro war Moritz Trompertz zusammen mit fünf weiteren Spielern von Rot-Weiss Köln im deutschen Aufgebot vertreten. Die deutsche Mannschaft gewann die Bronzemedaille. 
Für den Gewinn der Bronzemedaille erhielt er – zusammen mit der Hockey-Olympiamannschaft – am 1. November 2016 das Silberne Lorbeerblatt.
Bei der Weltmeisterschaft 2023 in Bhubaneswar wirkte Trompertz in allen sieben Spielen mit, so auch im Finale gegen Belgien. Deutschland wurde im Shootout Weltmeister.
Insgesamt bestritt der frühere U21-Weltmeister bislang 60 A-Länderspiele. (Stand 12. Juni 2024)
Trompertz machte sein Abitur am Kölner Apostelgymnasium und schloss im Jahr 2020 erfolgreich sein Jurastudium in Köln ab.